# Apokries
Apókriës (griechisch απόκριες) ist das griechische Faschingsfest. Übersetzt heißt es so viel wie ‚Fleisch vorbei‘ und findet in den drei Wochen vor Beginn der Fastenzeit statt. Mit dem sogenannten reinen Montag, Kathari Deftera (Καθαρή Δευτέρα oder mittelgriechisch Καθαρά Δευτέρα Kathara Deftera), endet die Faschingszeit. Da in Griechenland, anders als in Westeuropa, der Ostertermin nach dem julianischen Kalender und dem alten Mondzyklus bestimmt wird, endet das Fest nur manchmal in etwa mit dem deutschen Fasching.
Die Faschingszeit unterteilt sich in drei Wochen mit den Bezeichnungen Profoni, Kreatini (Fleischwoche) und Tirofagou (Käsewoche). Die Fleischwoche ist die zweite Woche und bildet vor allem mit einem Grilldonnerstag, dem Tsiknopempti (verbrannt riechenden Donnerstag) den Höhepunkt. Er hat Ähnlichkeit mit dem im alemannischen Raum als Schmotziger Donnerstag (vom alemannischen Schmotz ‚Schmalz‘, ‚Fett‘) oder als Weiberfastnacht bekannten Brauch.
Alte Bräuche und Kostüme haben sich zum Beispiel auf den zu den Nordsporaden gehörigen Inseln Skyros und Skopelos erhalten. Die Feiern gehen wohl auf die Dionysien zu Ehren des griechischen Gottes Dionysos zurück, die am Frühlingsanfang gefeiert wurden und durch Akkommodation ins Christentum übernommen wurden. Die Hochburg des modernen griechischen Karnevals ist Patras.